# أندرو جونز (لاعب كريكت)
أندرو جونز (بالإنجليزية: Andrew Jones)‏ (1972 في أستراليا - ) هو لاعب كريكت أسترالي.